# Överbo

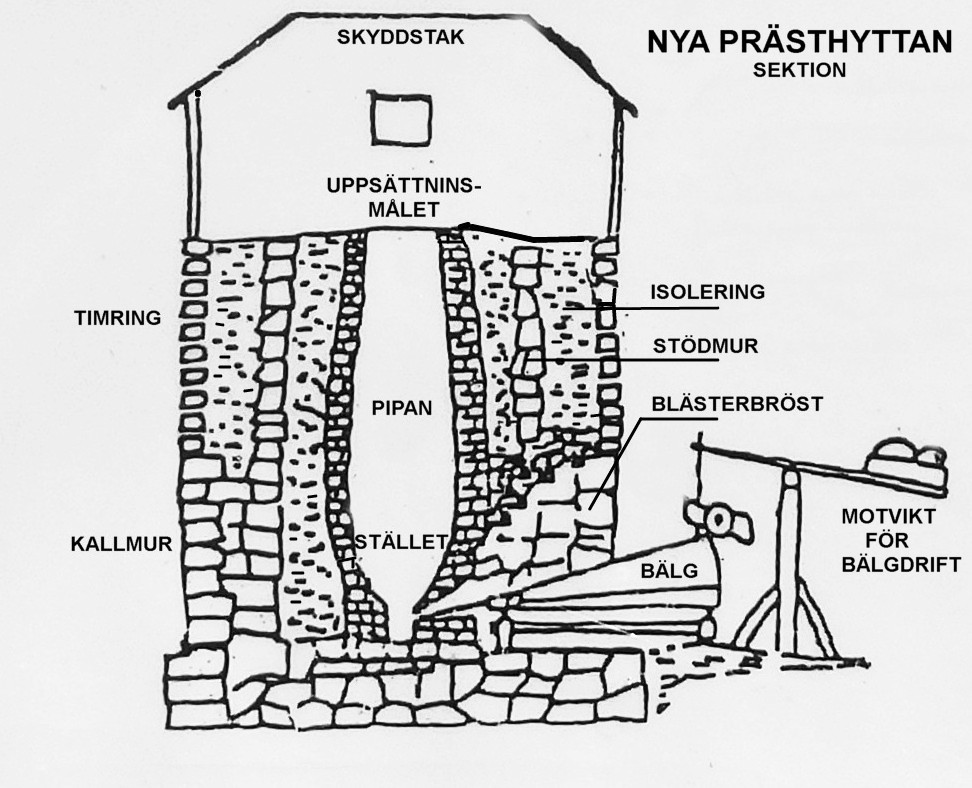
Genomskärning av masugn liknande den i Överbo.

Överbo är en by i Skuttunge socken, Uppsala kommun, där det tidigare fanns en masugn.
Överbo omtalas första gången 1540 med två skatteutjordar och ett hemman tillhörigt Uppsala domkyrka. 
Grevinnan och stadsrådinnan, fru Beata Kristina Cronström från Överbo i Skuttunge socken i Uppsala kommun var änka efter greve Carl Gustaf Frölich. Dottern Charlotta Frölich var författare och ägnade sig dessutom åt lantbruk och bergsbruk.
I april 1731 köpte grevinnan Cronström gården stora Ramsjö i Västerlövsta socken. Samma år började hon anlägga en masugn i Överbo. Hon sökte för sin dotters skull rättighet att driva masugnen. Efter flera ansökningar till Bergskollegiet erhöll Charlotta 1734 rättighet att bedriva masugnsdrift. Privilegiet var ett tillstånd att årligen blåsa 400 skeppund (68 ton) tackjärn. Första blåsningen i masugnen genomfördes 1734. Masugnen var förlagd vid bäcken som rinner från Risbosjön till sjön Tämnaren. Masugnens blåsbälg drevs av ett vattenhjul i bäcken.
Malm hämtades av forbönder från Gråmursgruvan (se Ransta hytta). Tackjärn framställdes i masugnen. Tackjärnet såldes vidare.
Charlotta Frölich flyttade till Stora Ramsjö gård 1734 och gifte sig år 1735 med baron Johan Funck. När han kom till Ramsjö ägnade han stort intresse för järnbrukets skötsel. Han anlade en stångjärnshammare i Ramsjö. Från 1736 kördes tackjärnet från Överbo till Ramsjö bruk för smide till stångjärn.
Masugnen drevs under många år. Årsproduktionen var till en början blygsam, under åren 1736-1747 producerades årligen 39-150 skeppund (7-25 ton). Den begränsade vattentillgången gjorde att masugnen bara kunde användas under vårflödet, cirka 30 till 50 dygn. 
Under tiden 1745-1746 var masugnen utarrenderad till brukspatron Peter Strandberg. År 1785 köpte grosshandlare George Seton på Ekolsunds slott Molnebo säteri och Ramsjö rusthåll vari ingick Överbo masugn. George Seton dog 1786 och bruken ärvdes av systersonen Alexander Seton. Han drev och vidareutvecklade järnbruken. Masugnen övergavs 1793, då järnproduktionen flyttades över till Molnebo bruk.
Lämningarna efter hyttruinen och kringliggande byggnader är fortfarande väl synliga vid Risbobäcken. De ligger lite avsides från farbar väg, omkring 300 meter nordost om byn Överbo. Bälinge hembygdsförening har satt upp informationsskyltar på platsen.